# آریپیپرازول
آریپیپرازول (به انگلیسی: Aripiprazole)، که تحت نام تجاری اوریجینیتور (Abilify) در جهان و در ایران با برند تجاری آریزوور (به انگلیسی: Arizover) به فروش می‌رسد، یک ضد روانپریشی نسل دوم است. این دارو عمدتاً در درمان اسکیزوفرنی و اختلال دوقطبی مورد استفاده قرار می‌گیرد. استفاده‌های دیگر شامل درمان کمکی در اختلال افسردگی عمده، اختلالات تیک و تحریک پذیری همراه با اوتیسم می باشد.
عوارض جانبی رایج عبارتند از: استفراغ، یبوست، خواب آلودگی، سرگیجه، و اختلالات حرکتی. عوارض جانبی جدی ممکن است شامل سندرم بدخیم نورولپتیک و دیسکینزی دیررس باشد. در افراد مسن خطر مرگ و میر بیشتر است و برای روانپریش به علت زوال عقل توصیه نمی‌شود.در دوران بارداری، شواهدی مبنی بر آسیب‌های احتمالی به کودک وجود دارد. در خانمهایی که شیر می‌دهند توصیه نمی‌شود. در افراد کمتر از ۱۸ سال به میزان کافی مورد مطالعه قرار نگرفته است. حالت دقیق عمل کاملاً مشخص نیست اما ممکن است اثرات آن بر دوپامین و سروتونین باشد.
این یک آگونیست نسبی دوپامین است. Aripiprazole توسط Otsuka در ژاپن تولید شد. در ایالات متحده، Otsuka America آن را به‌طور مشترک با Bristol-Myers Squibb به فروش می‌رساند. از آوریل ۲۰۱۳ تا مارس ۲۰۱۴ فروش Abilify به حدود ۶٫۹ میلیارد دلار رسید.

## موارد مصرف

### اسکیزوفرنی
دستورالعمل NICE 2016 برای معالجه روانپریشی و اسکیزوفرنی در کودکان و نوجوانان، آریپیپرازول را به عنوان درمان خط دوم پس از ریسپریدون برای افراد بین ۱۵ تا ۱۷ سال که دچار تشدید حاد یا عود روانپریشی یا اسکیزوفرنی هستند، توصیه کرد.

### اختلال دو قطبی
آریپیپرازول برای درمان اپیزودهای حاد مانیا اختلال دو قطبی در بزرگسالان، کودکان و نوجوانان مؤثر است. به عنوان درمان نگهدارنده، از آن برای پیشگیری از اپبزودهای مانیا مفید است. بنابراین، اغلب در ترکیب با یک تثبیت کننده خلقی اضافی استفاده میشود. با این حال، مصرف همزمان با یک تثبیت‌کننده خلق، خطر عوارض جانبی اکستراپیرامیدال یا خارج هرمی را افزایش می‌دهد.

### افسردگی اساسی
آریپیپرازول یک درمان افزودنی مؤثر برای اختلال افسردگی اساسی است. آریپیپرازول ممکن است با برخی از داروهای ضد افسردگی، به ویژه مهارکننده‌های انتخابی بازجذب سروتونین انتخابی (SSRI) اثر متقابل داشته باشد. تداخل با فلوکستین و پاروکستین و به میزان کمتر با سرترالین، اس ستالوپرام، سیتالوپرام و فلووکسامین وجود دارد که CYP2D6 را مهار می‌کنند، چون آریپیپرازول یک بستر است. مهارکننده‌های CYP2D6 غلظت آریپیپرازول را به ۲–۳ برابر سطح طبیعی خود افزایش می‌دهند.

### اوتیسم
داده‌های کوتاه مدت (۸ هفته) نشان‌دهنده کاهش تحریک‌پذیری، بیش‌فعالی، گفتار نامناسب و کلیشه است، اما هیچ تغییری در رفتارهای لتارژیک مشاهده نمی‌شود. عوارض جانبی شامل افزایش وزن، خواب آلودگی، آبریزش دهان و لرزش است. پیشنهاد می‌شود کودکان و نوجوانان هنگام مصرف این دارو به‌طور مرتب تحت نظارت باشند تا ارزیابی شوند که آیا این گزینه درمانی پس از استفاده طولانی مدت هنوز مؤثر است و توجه داشته باشید که آیا عوارض جانبی بدتر می‌شود. برای درک اینکه آیا این دارو برای کودکان پس از استفاده طولانی مدت مفید است، مطالعات بیشتری لازم است.

### اختلال وسواس اجباری
یک بررسی سیستماتیک در سال ۲۰۱۴ نتیجه‌گیری کرد که درمان ترکیبی با آریپیپرازول با دوز کم، یک درمان مؤثر برای اختلال وسواسی است که تنها با SSRI بهبود نمی‌یابد. نتیجه‌گیری در نتایج بدست آمده از دو کارآزمایی کوچک کوتاه مدت این بود که هریک از آنها بهبودی در علائم را نشان می‌داد. به نظر می‌رسد که ریسپریدون (یکی دیگر از داروهای ضد روانپریشی نسل دوم) نسبت به آریپیپرازول برای این اندیکاسیون برتر است و طبق گایدلاین انجمن روان‌پزشکی آمریکا در سال ۲۰۰۷ توصیه می‌شود، اگرچه آریپیپرازول با احتیاط با بررسی توسط پیگنون و همکارانش در سال ۲۰۱۷توصیه می‌شود.

## عوارض جانبی
در بزرگسالان، عوارض جانبی شامل سردرد، آکاتیزیا، بی خوابی و اثرات دستگاه گوارش مانند تهوع و یبوست و سبکی سر است. عوارض جانبی در کودکان مشابه است و شامل خواب آلودگی، گرفتگی بینی است. تمایل شدید به قمار، خرید و رابطه جنسی نیز ممکن است رخ دهد.
حرکات کنترل نشده‌ای مانند بی‌قراری، لرزش و سفتی عضلات ممکن است رخ دهد.

## تداخلات
آریپیپرازول یک سوبسترا برای CYP2D6 و CYP3A4 است. تجویز همزمان با داروهای مهارکننده (مانند پاروکستین، فلوکستین) یا القاءکننده (به عنوان مثال کاربامازپین) این آنزیم‌های متابولیک به ترتیب سطح آریپیپرازول پلاسما را افزایش و کاهش می‌یابد. به همین ترتیب، هرکسی که آریپیپرازول مصرف می‌کند، باید آگاه باشد که ممکن است دوز آریپیپرازول آنها تنظیم شود.
اقدامات احتیاطی باید در افرادی انجام شود که تشخیص قطعی دیابت دارند و درمورد آنتی سایکوتیک‌های آتیپیک به همراه سایر داروهایی که بر قند خون تأثیر می‌گذارند، احتیاط می‌شود و برای پیشگیری از افزایش قند خون کنترل آن باید به‌طور منظم انجام گیرد.